# 키드 갈라드
키드 갈라드(Kid Galahad)는 미국에서 제작된 필 칼슨 감독의 1962년 드라마, 뮤지컬 영화이다. 엘비스 프레슬리 등이 주연으로 출연하였고 데이비드 와이스바트 등이 제작에 참여하였다.

## 출연

### 주연
- 엘비스 프레슬리
- 기그 영
- 롤라 알브라이트
- 조안 블랙맨

### 조연
- 찰스 브론슨
- 데이비드 루이스
- 로버트 엠하트
- 리암 레드몬드
- 저드슨 프랫
- 네드 글래스
- 조지 밋첼

## 제작진
- 세트: 에드워드 G. 보일